# Hraniční přechod Dolní Lipka – Boboszów
Hraniční přechod Dolní Lipka – Boboszów (polsky Przejście graniczne Boboszów – Dolní Lipka) je bývalý silniční hraniční přechod na česko-polské státní hranici na hraničním úseku III/86/16 - III/88/1 mezi českou vesnicí Dolní Lipka (část města Králíky, okres Ústí nad Orlicí, Pardubický kraj) a polskou vesnicí Boboszów (okres Kladsko, Dolnoslezské vojvodství). Přechod leží v nadmořské výšce 536 m n. m. na silnici I/43; za hranicí pokračuje polská silnice č. 33. Před zrušením byl určen pro motoristy, cyklisty a pěší.
Hraniční přechod byl zrušen při vstupu České republiky do Schengenského prostoru v roce 2007. V případě dočasného znovuzavedení ochrany vnitřních hranic je provoz na hraničním přechodu upraven Sdělením Ministerstva vnitra č. 395/2021 Sb.